# Couac (semoule)
Pour les articles homonymes, voir Couac.
Le couac (kwak en créole guyanais et farinha de mandioca en portugais), est une semoule à base de racine de manioc épluchée, macérée dans de l’eau, râpée et égouttée afin d’éliminer l'acide cyanhydrique.
Le couac est très apprécié par les habitants du Brésil et des Guyanes (Suriname, Guyana et Guyane). En Afrique de l'Ouest, il correspond au Gari.

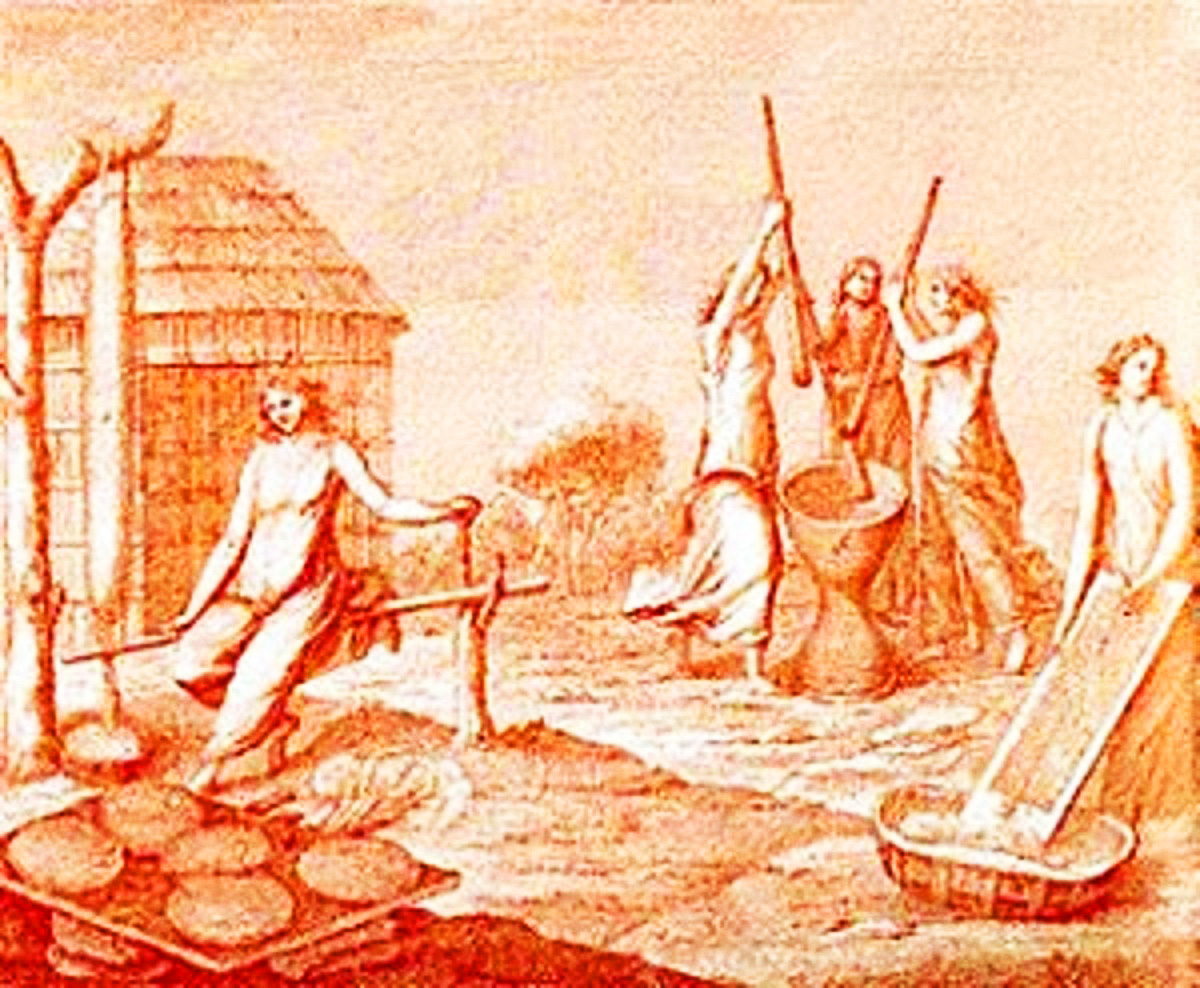
Élaboration du couac et de la cassave au XVIIIe siècle.

## Description
Le couac est une semoule sèche plus ou moins grossière dont la couleur va du jaune vif au gris en passant par le blanc. Il est fabriqué traditionnellement à partir des variétés de manioc amer. 
Les tubercules sont épluchés, puis réduits en pâte à l'aide de la planche à grager. C'est une tôle criblée d'impacts de pointe ou une planche de bois incrustée de petits cristaux de quartz (aujourd'hui, lorsque c'est possible un broyeur tend à remplacer cet instrument). La bouillie ainsi obtenue est ensuite introduite dans une « couleuvre », une vannerie tubulaire allongée, souvent ouvragée, pourvue d'une boucle à chaque extrémité. La couleuvre est ensuite étirée pour presser la pâte et en exprimer le jus toxique (cyanure). Celui-ci est récupéré puis détoxifié à son tour par une longue cuisson, pour être consommé sous forme de soupe.
La farine se concentre généralement dans le bas de la couleuvre. Il arrive qu'on la laisse ensuite reposer quelques jours afin qu'elle se colore et prenne un goût plus fort. La pulpe est alors effritée et tamisée à l'aide d'un manaré tressé, pour extraire les fibres ligneuses et les gros morceaux. Le couac est considéré comme une farine inaltérable, résistante aux insectes et à l'humidité.

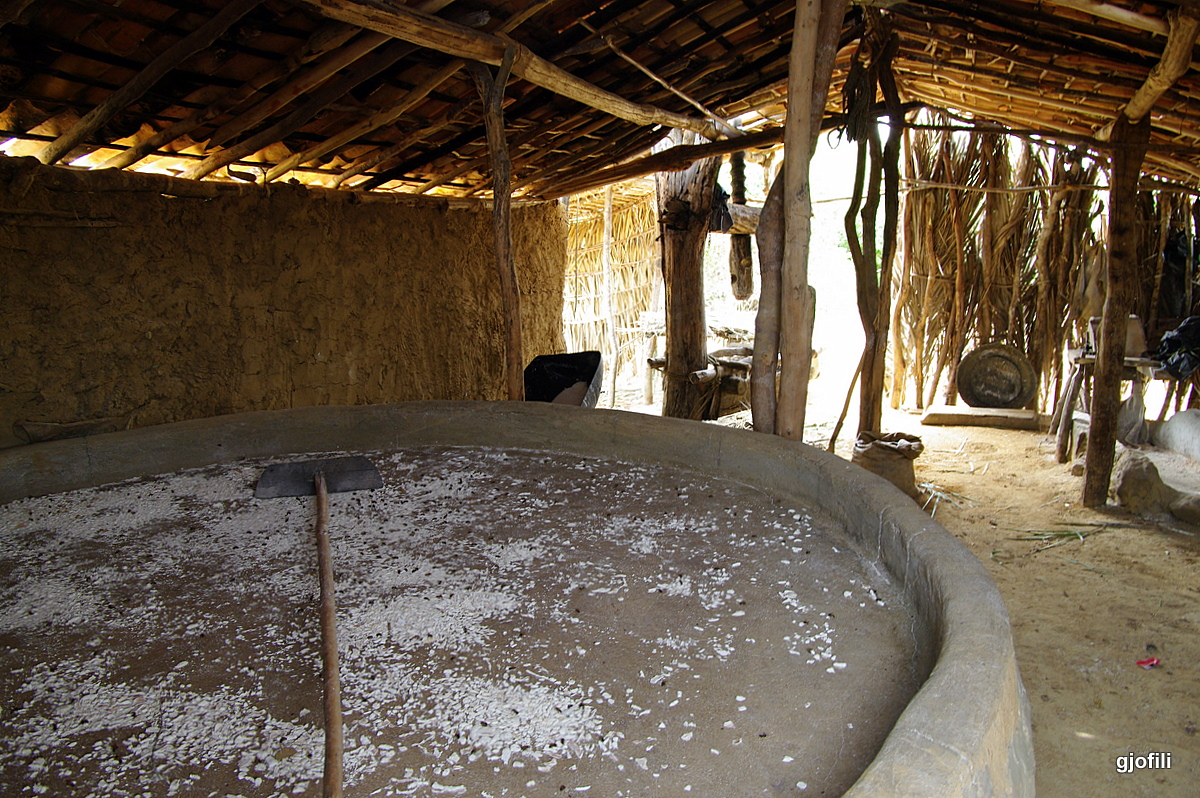
Case réservée à la fabrication du couac.
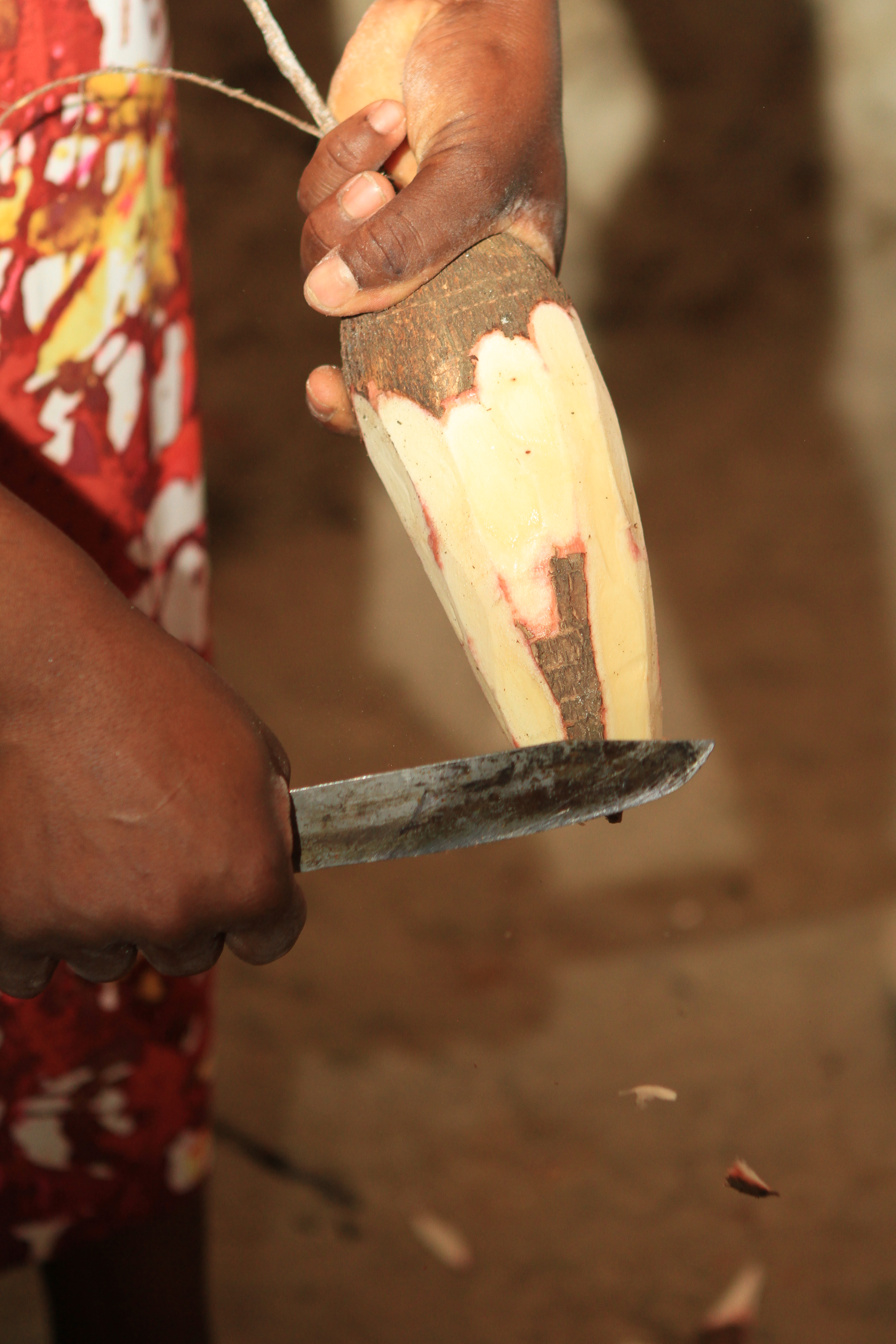
Instrument...
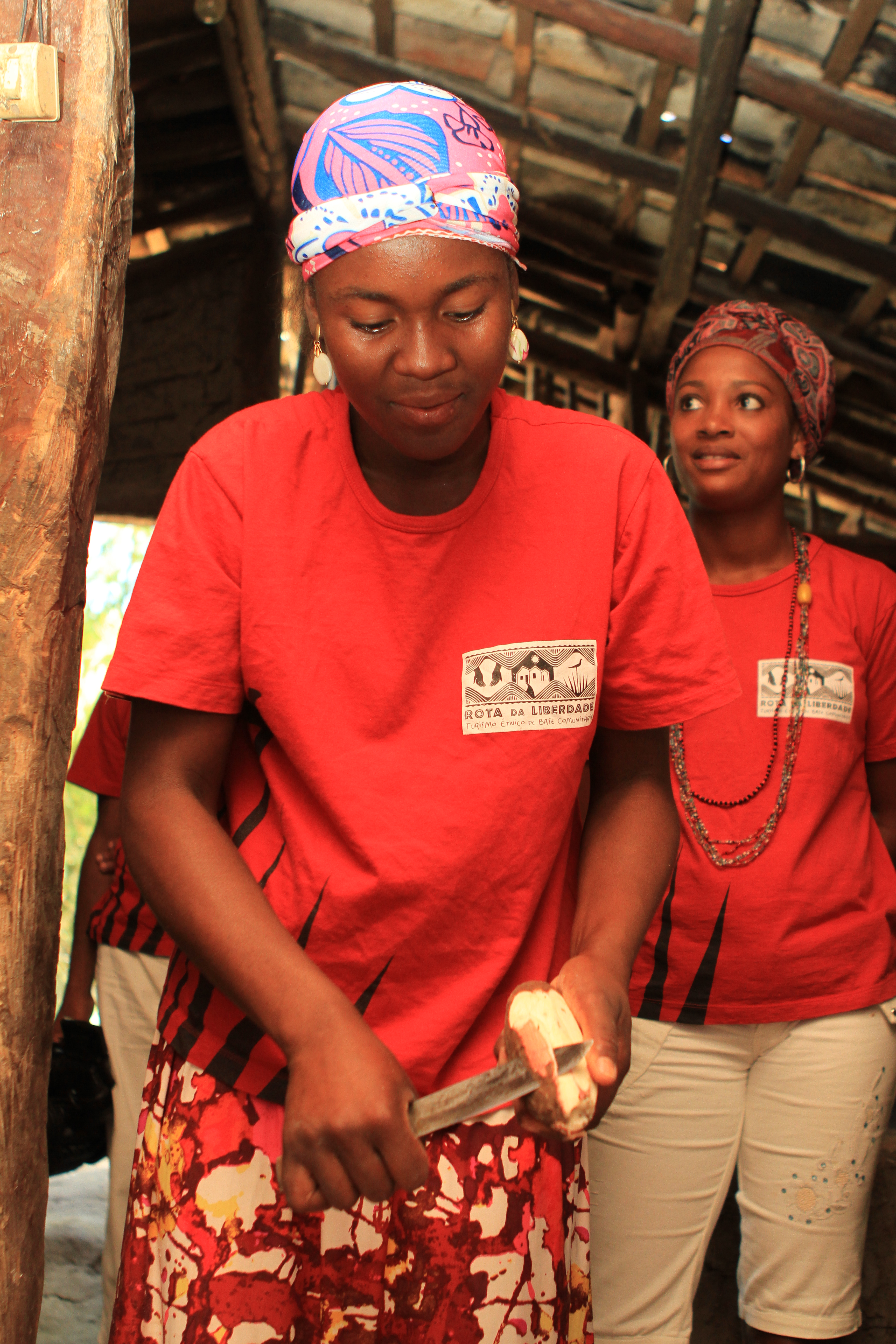
... à grager.

## Composition
| Composant | Jaune vif % | Jaune gris % | Blanc % |
| --------- | ----------- | ------------ | ------- |
| Humidité  | 11,30       | 10,70        | 9,00    |
| Lipide    | 0,40        | 0,25         | 0,20    |
| Protéine  | 1,84        | 2,05         | 1,26    |
| Fibre     | 1,90        | 2,60         | 2,25    |
| Glucide   | 83,46       | 83,10        | 85,99   |
| Minéraux  | 1,10        | 1,30         | 1,30    |

## Consommation

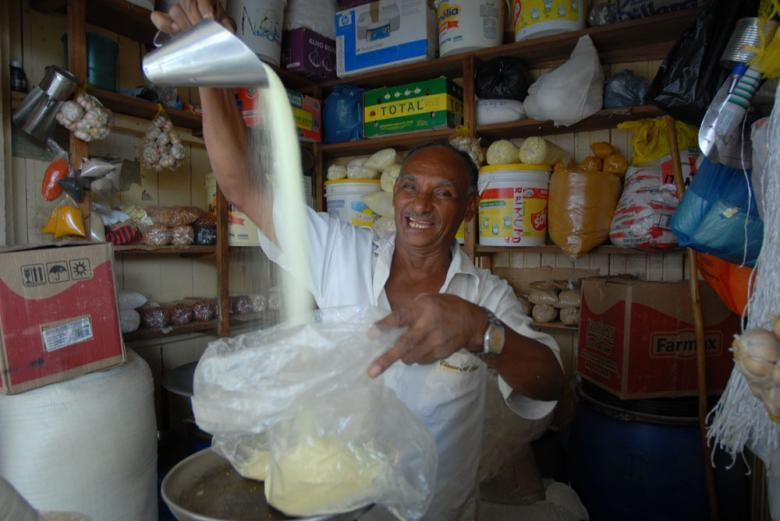
Vente de couac ou farine de manioc.

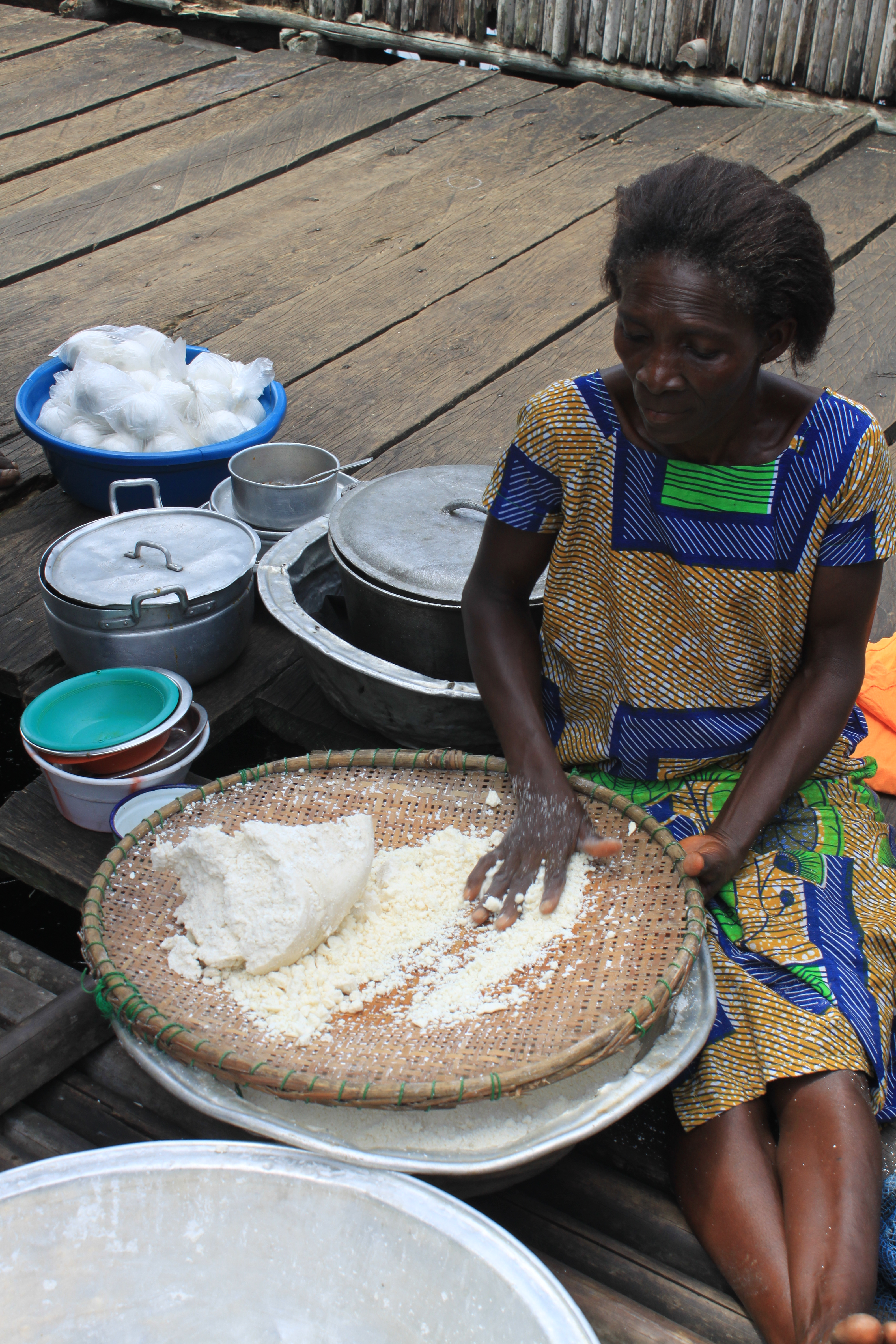
Tamisage à l'aide d'un manaré tressé.

Le râpé obtenu est pressé pour extraire son jus toxique qui contient du cyanure. Si on le laisse reposer quelque temps, il se colore et prend un goût plus fort. La pulpe séchée est ensuite effritée et tamisée dans un manaré tressé, afin d'extraire les fibres et les gros morceaux. La semoule obtenue est grillée sur une grande platine en acier (à l'origine en terre cuite) posée sur un feu. Lors de cette cuisson, elle est retournée en permanence pour éviter qu'elle ne s'agglomère. Cette farine de manioc (farinha de mandioca au Brésil) prend désormais le nom de couac. Absorbant, il remplace le pain. Il peut être consommé seul, en salade, grillé à la poêle ou en gratin. La pulpe détoxifiée et compressée est parfois vendue sur les marchés. Il en existe de plusieurs couleurs (du blanc au jaune) et de plusieurs grosseurs. 
Absorbant, le couac remplace le pain lors de tous les repas. De conservation longue et facile, nourrissant, naturellement déshydraté, il entre idéalement dans le menu des gens séjournant en forêt. Au XVIIIe siècle, Rozier et Chaptal expliquaient que le couac rissolé et boucanée était la seule nourriture des voyageurs qui s'embarquaient sur le fleuve des Amazones. Et qu'avec une provision de dix livres, un homme avait de quoi vivre quinze jours.